# Karl-Heinz Wegner
Karl-Heinz Alfred Otto Ernst Wegner (* 16. Januar 1915 in Jüterbog,  Provinz Brandenburg; † 13. Juli 2009 in Berlin) war ein deutscher  Journalist, Zeitschriftenchefredakteur und Filmfunktionär in der DDR.

## Leben und Wirken
Sein Vater war Polizeibeamter. Karl-Heinz Wegner besuchte eine Volksschule und beendete danach eine Oberrealschule mit dem Abitur. 1928 wurde er Mitglied der Jugendorganisation Deutsche Freischar und 1932 des Kommunistischen Jugendverbands Deutschlands (KJVD). 1934 begann er eine landwirtschaftliche Ausbildung in Mecklenburg, musste im selben Jahr zum Reichsarbeitsdienst (RAD) und absolvierte seit 1935 eine Verwaltungsausbildung in der Stadtverwaltung Berlin-Steglitz. 1938 war er kurzzeitig als Stadtinspektor tätig. In diesem Jahr wurde er zur Wehrmacht eingezogen. Im September 1944 desertierte er in Frankreich und stellte sich der US Army. 1947 wurde er aus der britischen Gefangenschaft entlassen.
Danach war Karl-Heinz Wegner zunächst als Journalist für die Wochenzeitung Sonntag in Ost-Berlin tätig, dann bald als Redakteur bei der sowjetischen Tageszeitung Tägliche Rundschau, wo er in den nächsten Jahren Abteilungsleiter und Mitglied des Redaktionskollegiums wurde. Seit 1947 war er auch Mitglied der SED und seit 1948 Sekretär der Betriebsparteiorganisation der Zeitung. 1951 wurde Karl-Heinz Wegner bei Parteisäuberungen ausgeschlossen, blieb aber weiterhin bei der Täglichen Rundschau tätig.
1955 wurde er wieder in die SED aufgenommen und stellvertretender Chefredakteur der Auslandsillustrierten Freie Welt, 1957 dann Chefredakteur.
1967 wurde er zum Chefredakteur der DEFA-Gruppe 67 in Potsdam-Babelsberg ernannt, später zum stellvertretenden Leiter. Seit 1978 war er Leiter der Staatlichen Filmdokumentation  am Filmarchiv der DDR und initiierte dort unter anderem das Projekt Berlin-Totale. 1981 wurde er in den Ruhestand versetzt.
Danach lebte Karl-Heinz Wegner als Rentner und starb 2009 im Alter von 94 Jahren in Berlin.

## Werke
Filme
Als Szenarist (mit anderen) in zwei Filmen mit Annelie Thorndike
- 1970 Unter den Linden – Geschichte und Geschichten, drei Teile, DEFA-Spielfilm für den Deutschen Fernsehfunk
- 1975 Frontkameramänner, DEFA-Gruppe 67, Dokumentarfilm, 15 Minuten[3]

Bücher
- Berlin in Spielfilmen, Staatliches Filmarchiv der DDR, Berlin 1987
- Der KZ-Gärtner, Donat, Bremen 2007